# Miocochilius
El miocoquilio (Miocochilius) es un género extinto de mamífero herbívoro extinto, que vivió durante el Mioceno Superior en Suramérica (Colombia), en el yacimiento paleontológico de La Venta, cerca del municipio de Villavieja del departamento del Huila. La Venta es conocida por su abudante fauna de vertebrados del Mioceno tardío. La especie tipo es M. anamopodus, la cual se conoce por numerosos restos entre ellos, esqueletos completos. Una segunda especie, M. federicoi, fue descubierta en la zona de Quebrada Honda en Bolivia, que pertenece a yacimientos contemporáneos de las fauna de La Venta, aunque su asignación genérica queda pendiente.

## Descripción
Este pequeño animal, de entre 30 y 28 cm de talla hasta el lomo, similar a la de un gato grande, fue parte de un grupo endémico de notoungulados llamados interatéridos, animales de talla pequeña a media, probablemente ramoneadores y pastadores (M. federicoi, conocido de un cráneo parcial, parece haber sido más pequeño). El miocoquilio debió de asemejarse a un roedor con largas patas, dotadas de tres dedos en las delanteras y dos en las traseras, con los ejes centrados en apenas dos dedos, dándoles a las patas una similitud estructural con la de los modernos pecaríes. Este animal de tamaño habría desarrollado habilidades de corredor de cortas distancias (como las actuales liebres) para protegerse de depredadores como los esparasodontes, marsupiales carnívoros semejantes a perros y comadrejas, en las zonas de planicie del continente. Esta especialización explicaría la reducción de dígitos presente en este animal, y que le diferencia del resto de miembros de la familia de los interatéridos, reducción vista en otros animales corredores como antílopes y caballos.